# سيس هيلدر
سيس هيلدر (بالهولندية: Cees Helder)‏ هو طاهي هولندي، ولد في 1948.